# Fritz Rammelmayr
Fritz Rammelmayr (* 27. Juli 1893; † unbekannt) war ein deutscher Eishockeyspieler.  

## Karriere
Fritz Rammelmayr spielte auf Vereinsebene für den SC Riessersee, mit dem er in der Saison 1927 den deutschen Meistertitel gewann. 

### International
Für die deutsche Eishockeynationalmannschaft nahm Rammelmayr an den Olympischen Winterspielen 1928 in St. Moritz teil. Im Turnierverlauf blieb er bei zwei Einsätzen punktlos. Bei der Europameisterschaft 1927 gewann er mit seiner Mannschaft die Bronzemedaille. Insgesamt absolvierte er sechs Länderspiele für Deutschland.

## Erfolge und Auszeichnungen
- 1927 Deutscher Meister mit dem SC Riessersee

### International
- 1927 Bronzemedaille bei der Europameisterschaft